# Hans Baur
Johann Peter Baur, kaldet Hans Baur, (19. juni 1897 i Ampfing ved Mühldorf – 17. februar 1993 i Herrsching) var Gruppenführer i SS, Adolf Hitlers Chefpilot og leder af eskadrillen "Reichsregierung".

## Biografi
Efter at have gået på Ludwigs-Realschule (nu: Erasmus-Grasser-Gymnasium) i München gennemførte Baue en købmandsuddannelse. I 1915 blev han indkaldt til artilleriet og lærte efterfølgende at flyve på Flugplatz Gersthofen-Gablingen ved Augsburg. Derefter blev han under 1. Verdenskrig indsat som artilleriflyver på Vestfronten.

### Weimarrepublikken
Efter krigen indgik han 1919 i Franz von Epps frikorps. Samme år blev han kurerflyver for militærluftposten i Fürth og befløj strækningen München-Nürnberg-Würzburg-Weimar. Fra 1921 til 1923 var han pilot for "Bayerischen Luftlloyd" og derefter pilot ved Junkers. Den 14. maj 1923 fløj han ved åbningen af flyruten München-Wien med en Junkers F 13. Ved en rundflyvning den 7. oktober 1923 med en Junkers F 13 Dz-41 måtte han nødlande i Langenzersdorf på grund af en motordefekt. I 1925 deltog han i den tyske rundflyvning for Junkers Luftverkehrs AG med en Focke-Wulf A 16. Fra 1926 til 1933 var Baur Pilot ved Deutschen Lufthansa og fløj i maj 1928 ved åbningen af ruten München-Milano-Rom. I 1926 blev Baur medlem af NSDAP (Nr. 48.113).
Den 1. april 1931 fløj han den første flyvning på ruten Berlin-München-Rom og den 23. maj samme år havde han sin alpeflyvning nr. 100. Også Pave Pius 12., Arturo Toscanini og Zar Boris af Bulgarien var blandt hans passagerer.

### Pilot for Adolf Hitler
Allerede under valgkampen i 1932 var han første gang pilot for Hitler. På dette tidspunkt indtrådte Baur også i SS (Nr. 171.865).
I 1933 blev han „Luftmillionär“ for Lufthansa og fra 1933 til 1945 Pilot for Adolf Hitler. Baur blev den 9. September 1934 udnævnt til Oberführer SS og han var i denne periode Hitlers chefpilot og leder af eskadrillen "Reichsregierung". Den 31. januar 1944 blev Baur SS-Brigadeführer og Generalmajor i politiet. Den 24. februar 1945 blev han SS-Gruppenführer og Generalløjtnant i Waffen-SS.  Ved krigens slutning befandt sig i umiddelbar nærhed af Hitler i førerbunkeren og blev skudt ned under et flugtforsøg, så man måtte amputere et ben på ham.

### Efterkrigstiden
Efter krigens slutning blev han sat i sovjetisk krigsfangenskab, hvorfra han vendte tilbage i 1955. I den sidste tid boede han i Herrsching am Ammersee. Baur var efter sin tilbagekomst ven med Winifred Wagner. Efter hans død blev han begravet på Westfriedhof i München.
Hans omfangsrige 16-mm filmmateriale fra hans tid som pilot for Hitler befandt sig i 53 år efter krigen i hænderne på en tidligere amerikansk sergent fra Chattanooga, indtil det i 1998 havnede i Bundesarchiv.

## Weblinks
- Litteratur af og om Hans Baur i det tyske nationalbiblioteks katalog